# Marais (przedsiębiorstwo)
Marais – przedsiębiorstwo założone w 1962 roku we Francji, producent urządzeń do wykopów. Siedziba i fabryka znajdują się w Durtal od 2001 roku.

## Historia

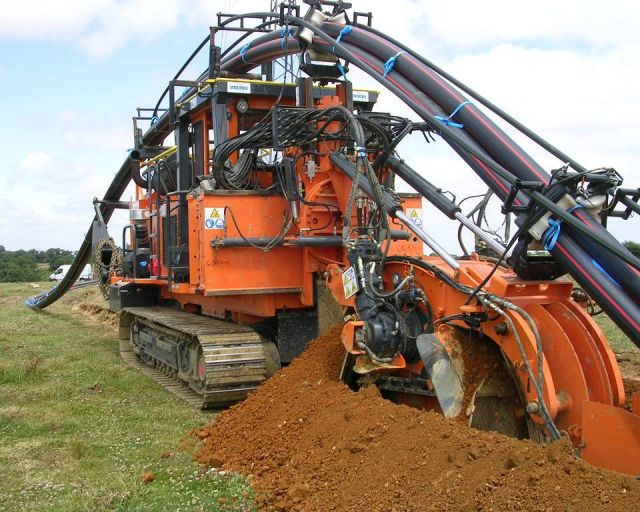
Marais Contracting Services

## Historia[1]

### 1962-1973
W 1962 roku Jacques Marais, wykonawca instalacji w departamencie Sarthe, złożył wniosek patentowy na koło do wykopów do wykopów do zmechanizowanego układania kabli i rur. 

### 1974-1994
W 1974 roku francuski Urząd Poczty i Telekomunikacji zadecydował o zakopaniu 40 000 km swojej sieci, do czego wykorzystano urządzenia Marais, które zostały dostosowane do wymogów terenu. Firma opracowała zmechanizowaną technikę do układania kabli oraz boczne przesunięcie koła w celu ułatwienia pracy na poboczu drogi. W latach 1974–1993 wykonano czterdzieści koparek do zakopania kabli.

### 1995-1999
W 1995 roku firma Marais rozpoczęła działalność zagraniczną (Maroko, Algieria, Senegal, Kolumbia, Meksyk, Stany Zjednoczone, Kanada).

### 2000-2004
W 2000 roku firma Marais opracowała proces mikrowykopów Cleanfast dla układania sieci światłowodowych w obszarach miejskich. Rok później ułożyła 12 000 km sieci dla firmy LDCOM.

### 2005-2008
W 2005 roku firma Marais założyła swoją pierwszą filię w Maroku: Marais Maroc. Natomiast w 2008 roku w Marais opracowano nowe maszyny do mikrowykopów Side Cut na rynek FTTX.

### 2009-obecnie
W 2009 roku została założona spółka Marais-Lucas Technology w Sydney (Australia). W tym samym roku firma Marais została przejęta przez Investment Qualium oraz Ouest Croissance. Nowym prezesem został Etienne Dugas. Obecnie firma produkuje koparki kołowe, koparki łańcuchowe i koparki do mikrowykopów.

## Spółki zależne
Grupa Marais składa się z pięciu spółek zależnych:
- Marais Contracting Services (Francja)
- Marais Trenching (Afryka Południowa)
- Marais-Lucas Technologies (Australia)
- Marais Tunisie (Tunezja)
- Marais Algérie (Algieria)

## Nagrody
- 2006: Nagroda Innowacji francuskiego instytutu INPI (Institut national de la propriété industrielle)